# مغارة قصر حفيت
مغارة قصر حفيت هو نظام كهفي في جبال الحجر، يقع خلف البريمي، بالقرب من مدينة العين، الإمارات العربية المتحدة. إنهُ نظام الكهوف الوحيد في الإمارات العربية المتحدة. وتحتوي المغارة على 450 مترًا من الفتحات، والممرات، والحُجُرات التي تصل إلى عمق 96 مترًا.

## الوصول إليه
يُسمح فقط لأصحاب الكهوف ذوي الخبرة بالدخول، وهو غير مُتاح لعامة الناس. توجد شبكة الكهوف في الجانب الإماراتي من جبال الحجر.